# Montacher-Villegardin
Montacher-Villegardin är en kommun i departementet Yonne i regionen Bourgogne-Franche-Comté i norra Frankrike. Kommunen ligger i kantonen Chéroy som tillhör arrondissementet Sens. År 2022 hade Montacher-Villegardin 719 invånare.

## Befolkningsutveckling
Antalet invånare i kommunen Montacher-Villegardin
| Referens: INSEE |